# Raeticella biconica
Raeticella biconica is een slakkensoort uit de familie van de Hygromiidae. De wetenschappelijke naam van de soort werd in 1917 voor het eerst geldig gepubliceerd door Leo Eder.

## Kenmerken
Het slakkenhuisje is spoelvormig en heeft een diameter van vijf tot zes millimeter en een dikte van 2,5 tot 3,5 millimeter. De schelp is lichtbruin.

## Geografisch voorkomen, leefgebied en manier van leven
Het verspreidingsgebied van deze slak is zeer beperkt, hij komt voornamelijk voor in een zeer klein gebied rond de Bannalp (gemeente Wolfenschiessen in het kanton Nidwalden) en nabij Engelberg (kanton Obwalden) en ook deels boven het Urnersee. In detail werden in 2007 populaties gevonden op de volgende bergen:
- In het kanton Obwalden: aan de Ruchstock, aan de Hanghorn, aan de Huetstock, aan de noordkant van de Widderfeld Stock en aan de Barglen.
- In het kanton Nidwalden: op de Schwalmis, op de Gross Walenstock, op de Laucherenstock, aan de noordkant van het Brisen-gebied, boven de Münggenstöckli, op de Schienberg, op de Laucherengrat, op de Hasenstöcken en tussen de Gross en Chli Sättelistock.
- In het kanton Uri: op de Uri Rotstock, op de Chli Schlieren, op de Wissberg, op de Surenenpas, op de Hoh Brisen en op de Wilde Alpeli.

De slak kan alleen leven op een hoogte van 2000 tot 2570 meter boven zeeniveau. Door de temperatuurstijging als gevolg van klimaatverandering trekt Raeticella biconica naar hoger gelegen gebieden. In het verspreidingsgebied zijn de bergtoppen echter meestal maar zo'n 300 meter hoger, zodat de uitwijkmanoeuvre snel voorbij is. Op de diepste vindplaatsen uit de jaren 80 worden tegenwoordig geen Raeticella biconica-slakken meer gevonden. In het geval dat het leefgebied van deze haarslak verder naar boven verschuift, zijn er overwegingen om de dieren te verplaatsen of sommige exemplaren naar een dierentuin te brengen.
Deze landslak leeft het grootste deel van de tijd verborgen onder platte rotsen, vooral in slapend kalksteenpuin, op hellingen of kammen, richels en toppen, evenals rotsachtige ontsluitingen en rotsachtige trappen.